# هامبورگ (کامیونیتی)، شهرستان ماراتون، ویسکانسین
هامبورگ (به انگلیسی: Hamburg) یک منطقهٔ مسکونی در ایالات متحده آمریکا است که در شهرستان ماراتون، ویسکانسین واقع شده‌است. هامبورگ ۴۴۷٫۱۵ متر بالاتر از سطح دریا قرار دارد.